# علي بن أحمد بن عمر
علي بن أحمد هو ابن أحمد بن عمر وتاسع أمراء إمارة كريت. تولى الإمارة عند وفاة أخيه شعيب عام 943 ميلادية تقريباً حتى وفاته عام 949. أرسل الإمبراطور البيزنطي قسطنطين السابع حملةً ضخمةً عام 949 في أواخر عهده لكنها تعرضت لهجوم مفاجئ وباءت بالفشل كسابقاتها، ليستمر بذلك الحكم الإسلامي في كريت عقداً آخر من الزمان. توفي الأمير علي عام 949، وخلفه في الحكم ابن أخيه عبد العزيز آخر أمراء كريت.